# Stalin Quiterio
Stalin Quiterio Cuello ist ein dominikanischer Straßenradrennfahrer.
Stalin Quiterio wurde 2005 Etappenzweiter bei dem achten Teilstück der Vuelta a la Independencia Nacional. Im nächsten Jahr wurde er dominikanischer Meister im Straßenrennen. Bei der Pre-Vuelta Independencia belegte er den zweiten Platz und er wurde wieder Etappenzweiter bei der Vuelta a la Independencia Nacional. In der Saison 2007 wurde Quiterio Dritter der Gesamtwertung bei der Copa Cero de Oro.

## Erfolge
2006
- Dominikanischer Meister – Straßenrennen